# Reinbeck (Iowa)
Reinbeck es una ciudad ubicada en el condado de Grundy en el estado estadounidense de Iowa. En el Censo de 2010 tenía una población de 1664 habitantes y una densidad poblacional de 352,62 personas por km².

## Geografía
Reinbeck se encuentra ubicada en las coordenadas 42°19′18″N 92°35′52″O / 42.32167, -92.59778. Según la Oficina del Censo de los Estados Unidos, Reinbeck tiene una superficie total de 4.72 km², de la cual 4.72 km² corresponden a tierra firme y (0%) 0 km² es agua.

## Demografía
Según el censo de 2010, había 1664 personas residiendo en Reinbeck. La densidad de población era de 352,62 hab./km². De los 1664 habitantes, Reinbeck estaba compuesto por el 98.74% blancos, el 0.24% eran afroamericanos, el 0.12% eran amerindios, el 0.06% eran asiáticos, el 0% eran isleños del Pacífico, el 0.48% eran de otras razas y el 0.36% pertenecían a dos o más razas. Del total de la población el 1.14% eran hispanos o latinos de cualquier raza.